# Exilisia viettei
Exilisia viettei är en fjärilsart som beskrevs av De Toulgoët 1958. Exilisia viettei ingår i släktet Exilisia och familjen björnspinnare. Inga underarter finns listade i Catalogue of Life.